# چارلز اروین ویلسون
چارلز اروین ویلسون (انگلیسی: Charles Erwin Wilson; ۱۸ ژوئیهٔ ۱۸۹۰ – ۲۶ سپتامبر ۱۹۶۱) سیاست‌مدار اهل ایالات متحده آمریکا بود، که در فاصله سالهای ۱۹۵۳ تا ۱۹۵۷ به‌عنوان پنجمین وزیر دفاع ایالات متحده آمریکا فعالیت می‌کرد.